# Sommet de Paris des 9 et 10 décembre 1974

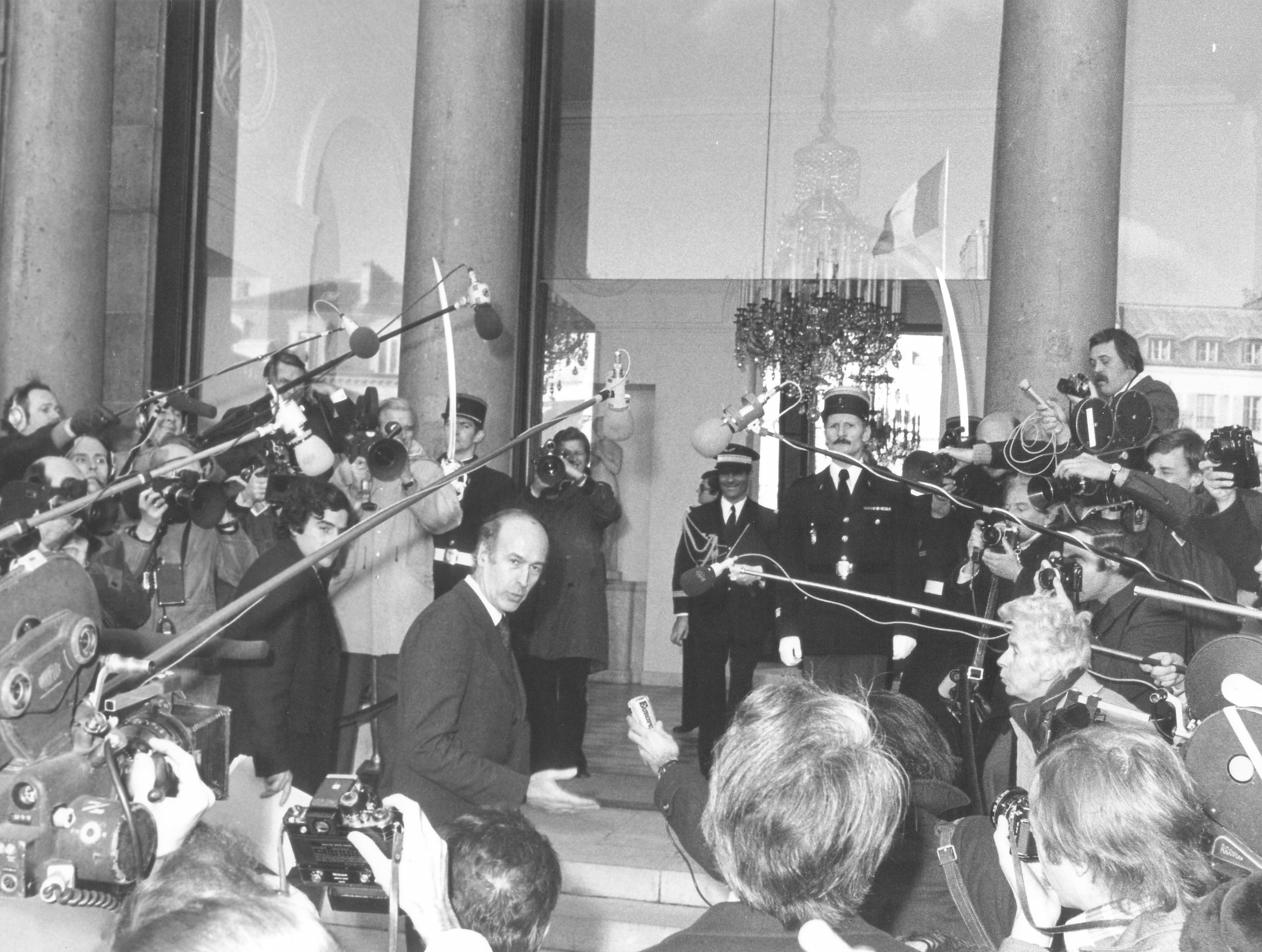
Arrivée du président Giscard d'Estaing au sommet de Paris en décembre 1974.

Le sommet de Paris est une réunion des chefs d'État et de gouvernement membres des Communautés européennes. Elle se tint les 9 et 10 décembre 1974. À l'issue du sommet, le président français d'alors, Valéry Giscard d'Estaing déclara à la presse « On peut en dire que nous avons assisté au dernier Sommet européen et que nous avons participé au premier Conseil européen,. »

## Communiqué final
Lors du communiqué final les chefs d'État ont décidé d'assurer le développement et la cohésion des activités au sein des Communautés et d'approfondir la coopération politique.
En ce sens ceux-ci ont pris comme décision de :
- se réunir trois fois par an mais aussi chaque fois qu'un sommet sera nécessaire, c'est la création du Conseil européen[1],[Note 2];
- adoption du vote à la majorité qualifiée;
- d'adopter une position commune à l'international lorsqu'il y a un effet sur les intérêts communautaires[1];
- constitution d'un groupe de travail visant à établir la faisabilité d'une union des passeports devant mener, à terme, à un passeport uniforme[1];
- constitution d'un groupe de travail visant à étudier les conditions et les délais d'attribution de droits spéciaux aux ressortissants des États membres[1];
- mettre en place le plus rapidement l'élection au suffrage universel de l'Assemblée[1].

### Déclaration des délégations britannique et danoise
Le premier ministre britannique a déclaré que son gouvernement n'allait pas empêcher les autres gouvernements de progresser vers l'élection au suffrage universel du Parlement. Il a ajouté que « le gouvernement britannique ne peut pas prendre position sur la proposition en cause avant que le processus de renégociation n'ait été achevé et que les résultats de cette renégociation n'aient été soumis à l'approbation du peuple britannique. »
La délégation danoise a déclaré ne pas pouvoir s'engager à introduire l'élection au suffrage universel au Parlement en 1978.